# Gelasinospora zimbabweensis
Gelasinospora zimbabweensis är en svampart som beskrevs av J.C. Krug. Gelasinospora zimbabweensis ingår i släktet Gelasinospora och familjen Sordariaceae.   Inga underarter finns listade i Catalogue of Life.